# William T. Hurtz
William T. Hurtz (Chicago, 1919 — 14 de outubro de 2000) foi um animador estadunidense, responsável por trazer um estilo contemporâneo aos filmes de animação.

## Biografia
Hurtz nasceu numa família rica: seu pai era dono de uma empresa de arte, e sua mãe uma artista plástica; os dois desde cedo queriam que o filho seguisse carreira então já aos dez anos foi matriculado no Instituto de Arte de Chicago e, com a mudança da família para Los Angeles, continuou os estudos no California Institute of the Arts (então chamado Chouinard Art Institute), responsável por formar os melhores animadores de Hollywood.
Começou a trabalhar em 1938 no Walt Disney Animation Studios, como auxiliar de Art Babbitt, ganhando um salário de 25 dólares semanais; diante desta informação Babbitt, um dos animadores-chefes dos estúdios, brigou com Walt Disney e conseguiu-lhe um aumento de 10 dólares; em 1941 Babbitt voltou a confrontar o dono da Disney em razão das desigualdades salariais e porque este oferecia resistência a que os animadores pudesse se sindicalizar. Em consequência disto Babbitt foi demitido e, a 29 de maio, Hurtz — ativo membro do Hollywood Cartoonists Union — capitaneou um movimento paredista que, depois de meses de disputas, resultou vitorioso e fez com a categoria ganhasse mais respeito e melhores salários em Hollywood; ele, contudo, acusado de comunista por Walt Disney, foi demitido.
Com a II Guerra Mundial ele serviu no US Army Signal Corps trabalhando na produção de filmes animados para treinamento; com o final do conflito se uniu a outros ex-artistas da Disney que haviam fundado a United Productions of America (UPA) e, usando o conhecimento adquirido no serviço militar de simplificação das formas, confrontou o detalhismo da Disney com desenhos elegantes, bastante estilizados e num estilo contemporâneo - que pode ser conferido no curta-metragem Gerald McBoing-Boing do qual foi responsável pelo layout.
Fez vários trabalhos na UPA, dentre os quais alguns episódios do maior sucesso da empresa, Mr. Magoo mas, com a decadência da empresa no final da década de 1950, passou a trabalhar de forma menos independente na direção de sequências de obras que depois se tornaram célebres; em 1959 passou para o Jay Ward Productions supervisionando a série The Rocky and Bullwinkle Show e outros, até a segunda metade da década seguinte quando, sem se desligar do estúdio, foi co-fundador de uma produtora de curtas animados sobre a história dos afro-americanos.
Já na década de 1990 fez storyboards para a série Rugrats; em 1992 co-dirigiu Little Nemo: Adventures in Slumberland, num trabalho que mesclou os estilos de animação japonês e americano.